# Phaenochitonia pyrsodes
Phaenochitonia pyrsodes is een vlindersoort uit de familie van de prachtvlinders (Riodinidae), onderfamilie Riodininae.
Phaenochitonia pyrsodes werd in 1868 beschreven door H. Bates.